# Aucaleuc
Aucaleuc (bretonisch Oskaleg) ist eine französische Gemeinde mit 953 Einwohnern (Stand 1. Januar 2022) im Département Côtes-d’Armor in der Region Bretagne. Sie gehört zum Arrondissement Dinan und zum Kanton Dinan. Die Bewohner nennen sich Aucaleuens/Aucaleuennes.

## Geografie
Aucaleuc liegt etwa 24 Kilometer südwestlich von Saint-Malo im Nordosten des Départements Côtes-d’Armor.

## Bevölkerungsentwicklung
| Jahr                       | 1793 | 1800 | 1821 | 1831 | 1876 | 1881 | 1886 | 1911 | 1921 | 1921 | 1962 | 1968 | 1975 | 1982 | 1990 | 1999 | 2006 | 2012 |
| Einwohner                  | 341  | 286  | 425  | 396  | 494  | 490  | 434  | 426  | 377  | 400  | 313  | 337  | 452  | 536  | 601  | 629  | 859  | 904  |
| Quellen: Cassini und INSEE |      |      |      |      |      |      |      |      |      |      |      |      |      |      |      |      |      |      |